# James Hall
James Hall (Kingston upon Hull, ? - fiord Amerdloq, Groenlàndia, 23 de juliol de 1612) va ser un mariner i explorador anglès que va participar en tres expedicions a Groenlàndia al servei de la Corona danesa i encapçalà una quarta expedició al servei dels anglesos. Va morir víctima d'un atac inuit a Groenlàndia, on fou enterrat.

## Biografia
Poc se sap de la vida de James Hall. Es creu que hauria participat en una de les expedicions a l'Àrtida del britànic John Davis, en la qual va aconseguir navegar per les aigües de l'estret de Davis i la badia de Baffin. Aquestes expedicions de Davis devien alarmar als danesos, que van veure en perill la sobirania de Groenlàndia. El rei Cristià IV de Dinamarca va decidir restablir la comunicació amb les antigues colònies escandinaves que havien tingut a Groenlàndia i el 1605 va enviar una expedició de tres vaixells, dirigida per John Cunningham, en què Hall exercia com a primer oficial i pilot.
L'expedició va arribar a la costa oest de Groenlàndia, al fiord del Rei Cristian, i va cartografiar la costa fins als 68° 35′ N. No van aconseguir trobar restes dels antics colons, però sí que van veure i capturar alguns inuits i van recollir mostres d'un mineral que creien contenia plata. L'informe al rei anava acompanyat de 4 mapes, els primers de la costa oest de Groenlàndia. Aquest informe i altres publicats per Samuel Purchas van ser una valuosa font de coneixements sobre Groenlàndia que Anglaterra va utilitzar amb més avantatge que la mateixa Dinamarca.
El 1606 el rei va enviar una nova expedició a Groenlàndia, aquest cop formada per cinc vaixells, per continuar l'exploració mineralògica a la mateixa zona, una expedició comandada per Godske Lindenov i en la qual Hall va servir de nou com a primer oficial i pilot. Les males condicions, el gel i els corrents a l'estret de Davis van empènyer els vaixells a l'oest, fins que van arribar a prop dels 66° N, quan van poder posar rumb est i arribar a la costa occidental de Groenlàndia. Tot i que van albirar l'illa de Baffin, no van aconseguir posar peu en ella. Van tornar a recollir mostres de mineral i capturar diversos inuits.
El 1607 Hall va tornar amb una tercera expedició de dos vaixells, comandada per Carsten Richardson, però va ser un fracàs, ja que els vaixells no estaven preparats pel gel i no van aconseguir arribar a Groenlàndia.
El 1612, després de tornar a Anglaterra, Hall va convèncer quatre comerciants de Londres per finançar una altra expedició a Groenlàndia amb finalitats comercials (intentar descobrir el Pas del Nord-oest) i d'exploració mineralògica. Portava dos vaixells anglesos al seu comandament, el Patience, de 140 tones, i el Heart's Ease, de 60 tones i després d'arribar al cap Farewell, va seguir cap al nord per la costa occidental de Groenlàndia.
El 22 de juliol al fiord de Rammel (avui Amerdlok) Hall va ser reconegut per un grup d'esquimals que havien estat fets presoners durant l'expedició de Cunningham. Foren atacats i Hall fou ferit, morint l'endemà. Fou enterrat en una illa propera.
En aquesta última expedició participava com a pilot William Baffin, sent la seva primera experiència en aigües àrtiques.